# Saint-Pavace
Saint-Pavace ist eine französische Gemeinde mit 2.002 Einwohnern (Stand 1. Januar 2022) im Département Sarthe in der Region Pays de la Loire. Die Gemeinde gehört zum Arrondissement Le Mans und zum Kanton Bonnétable. Die Einwohner werden Palvinéens genannt.

## Geographie
Saint-Pavace liegt etwa drei Kilometer nördlich des Stadtzentrums von Le Mans am Fluss Sarthe. Umgeben wird Saint-Pavace von den Nachbargemeinden Saint-Saturnin im Norden und Nordwesten, Neuville-sur-Sarthe im Norden und Nordosten, Coulaines im Osten und Südosten, Le Mans im Süden und Südwesten sowie La Chapelle-Saint-Aubin im Westen und Nordwesten.

## Bevölkerungsentwicklung
| 1962 | 1968 | 1975 | 1982 | 1990 | 1999 | 2006 | 2012 | 2018 |
| ---- | ---- | ---- | ---- | ---- | ---- | ---- | ---- | ---- |
| 1079 | 1070 | 1121 | 1906 | 2121 | 2221 | 2215 | 2368 | 1921 |

## Sehenswürdigkeiten

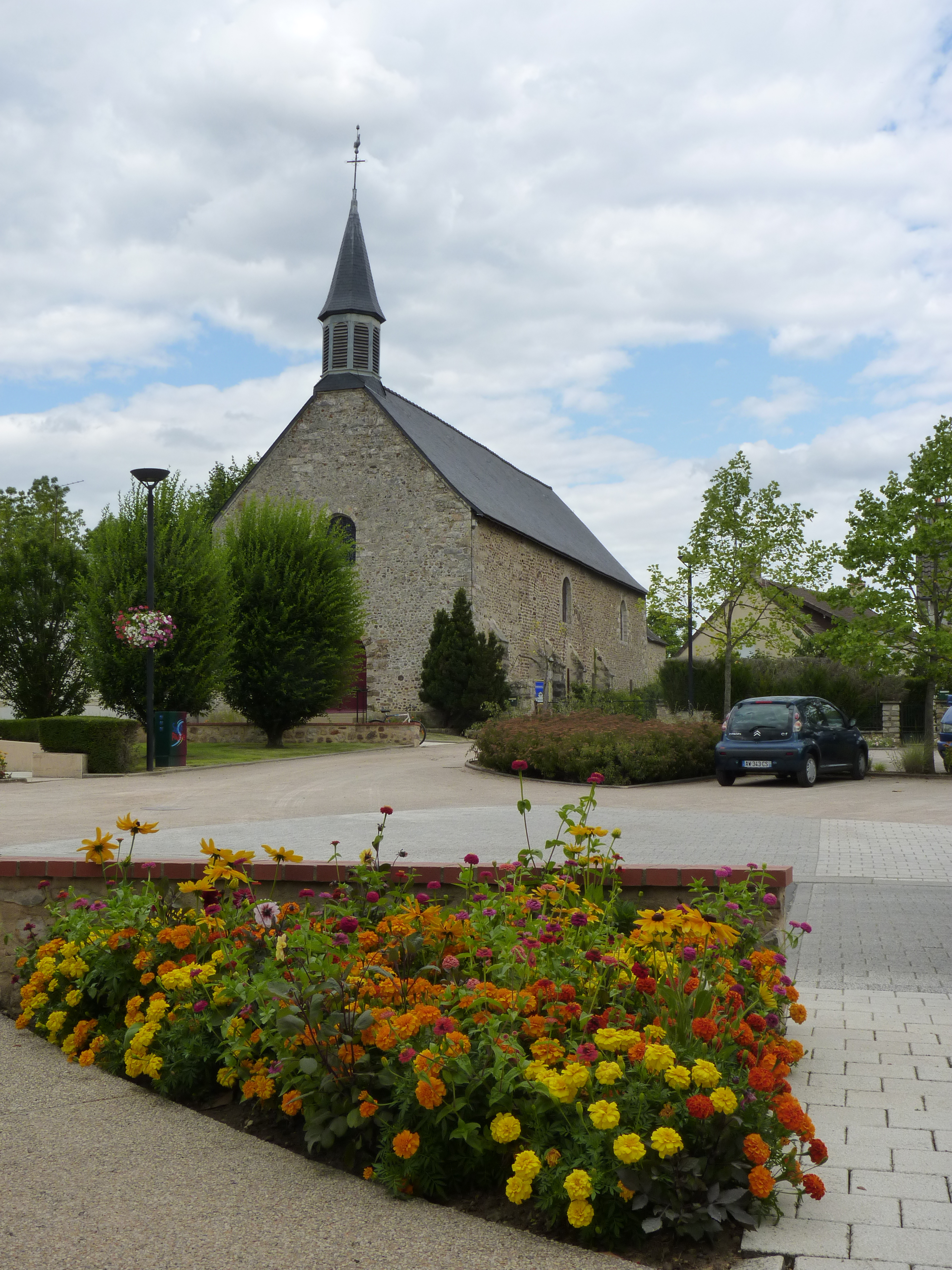
Kirche Saint-Pavace

- Kirche Saint-Pavace